# Nikołaj Juszmanow
Nikołaj Juszmanow (ros. Николай Юшманов; ur. 18 grudnia 1961) – rosyjski lekkoatleta specjalizujący się w biegach sprinterskich. W czasie swojej kariery reprezentował Związek Socjalistycznych Republik Radzieckich. 
Największy sukces w karierze odniósł w 1986 w Stuttgarcie, zdobywając złoty medal mistrzostw Europy w biegu sztafetowym 4 x 100 metrów (wspólnie z Aleksandrem Jewgienjewem, Władimirem Murawjowem i Wiktorem Bryzhinem). W tym samym roku startował w reprezentacji ZSRR w rozegranych w Moskwie Igrzyskach Dobrej Woli, zajmując wspólnie ze sprinterami radzieckimi II miejsce w biegu sztafetowym 4 x 100 metrów. Startował również w finale biegu na 200 metrów, zajmując VI miejsce.
Rekordy życiowe:
- bieg na 60 metrów (hala) – 6,66 – Kiszyniów 15/02/1985
- bieg na 100 metrów – 10,10 – Leningrad 07/06/1986
- bieg na 200 metrów – 20,77 – Moskwa 07/07/1986
- bieg na 200 metrów (hala) – 21,20 – Turyn 03/02/1985